# Yui Chul Nam
Yui Chul Nam  (coreano: 남의철; Seul, 16 de julho de 1981) é um lutador de artes marciais mistas sul-coreano, que atualmente compete no Peso-leve do Ultimate Fighting Championship.

## Carreira no MMA

### Início de carreira
Nam começou sua carreira profissional no MMA em 2006, competindo em várias promoções regionais pela Ásia (incluindo M-1 Global, Legend FC e ROAD FC). Ele construiu um cartel com 17 vitórias, 4 derrotas em um empate até assinar com o UFC em dezembro de 2013. 

### Ultimate Fighting Championship
Nam fez sua estreia promocional contra Kazuki Tokudome no dia 1 de março de 2014 no UFC Fight Night 37. Ele venceu a luta por decisão dividida. Suas performances renderam a ambos os lutadores o prêmio de Luta da Noite.
Em seguida enfrentou o veterano Phillipe Nover em 16 de maio de 2015 no UFC Fight Night 66. Ele perdeu por decisão dividida.
Na luta seguinte encarou Mike De La Torre no UFC Fight Night 79 do dia 28 de novembro de 2015. Ele foi derrotado por decisão dividida e liberado da organização.

## Campeonatos e realizações
- Spirit Martial Challenge
  - Campeão Meio-médio do Spirit MC
- ROAD Fighting Championship
  - Campeão Peso-leve do ROAD FC
  - Vencedor do torneio Peso-leve do ROAD FC (2013)
- Ultimate Fighting Championship
  - Luta da noite (Uma vez)

## Cartel no MMA
| Cartel no MMA   |             |            |
| 27 lutas        | 18 vitórias | 8 derrotas |
| Por nocaute     | 8           | 2          |
| Por finalização | 1           | 1          |
| Por decisão     | 9           | 5          |
| Empates         | 1           | 1          |

| Res.    | Cartel | Oponente              | Método                   | Evento                                     | Data       | Round | Tempo | Local           | Notas                                             |
| ------- | ------ | --------------------- | ------------------------ | ------------------------------------------ | ---------- | ----- | ----- | --------------- | ------------------------------------------------- |
| Derrota | 18-8-1 | Tom Santos            | Nocaute (socos)          | Road FC 40                                 | 15/07/2017 | 1     | 0:07  | Seul            |                                                   |
| Derrota | 18-7-1 | Tom Santos            | Nocaute Técnico (socos)  | Road FC 38                                 | 15/04/2017 | 2     | 3:12  | Seul            |                                                   |
| Derrota | 18-6-1 | Mike De La Torre      | Decisão (dividida)       | UFC Fight Night: Henderson vs. Masvidal    | 28/11/2015 | 3     | 5:00  | Seul            |                                                   |
| Derrota | 18-5-1 | Phillipe Nover        | Decisão (dividida)       | UFC Fight Night: Edgar vs. Faber           | 16/05/2015 | 3     | 5:00  | Manila          |                                                   |
| Vitória | 18-4-1 | Kazuki Tokudome       | Decisão (dividida)       | UFC Fight Night: Kim vs. Hathaway          | 01/03/2014 | 3     | 5:00  | Cotai           | Luta da Noite.                                    |
| Vitória | 17-4-1 | Takasuke Kume         | Decisão (unânime)        | Road FC 13                                 | 12/10/2013 | 3     | 5:00  | Gumi            | Defendeu o Cinturão Peso-leve do ROAD FC.         |
| Vitória | 16-4-1 | Takasuke Kume         | Decisão (unânime)        | Road FC 11                                 | 13/04/2013 | 4     | 5:00  | Seul            | Ganhou o Cinturão Peso-leve do ROAD FC.           |
| Vitória | 15-4-1 | Vuyisile Colossa      | Decisão (dividida)       | Road FC 10                                 | 24/11/2012 | 3     | 5:00  | Busan           | Semifinal do Torneio Peso-leve do ROAD FC.        |
| Vitória | 14-4-1 | Masahiro Toryu        | Nocaute (socos)          | Road FC 9                                  | 15/09/2012 | 1     | 1:32  | Wonju           | Quartas de final do Torneio Peso-leve do ROAD FC. |
| Derrota | 13-4-1 | Jadamba Narantungalag | Finalização (guilhotina) | Legend FC - Legend Fighting Championship 8 | 30/03/2012 | 2     | 0:58  | Hong Kong       | Pelo Torneio Peso-leve do Legend FC.              |
| Vitória | 13-3-1 | Vuyisile Colossa      | Decisão (unânime)        | Road FC 5                                  | 03/12/2011 | 3     | 5:00  | Seul            |                                                   |
| Vitória | 12-3-1 | Tomoyoshi Iwamiya     | Decisão (unânime)        | Road FC 4                                  | 03/10/2011 | 3     | 5:00  | Seul            |                                                   |
| Vitória | 11-3-1 | Rob Hill              | Nocaute Técnico (socos)  | Legend FC - Legend Fighting Championship 5 | 16/07/2011 | 2     | 1:12  | Macau           |                                                   |
| Derrota | 10-3-1 | Adrian Pang           | Decisão (dividida)       | Legend FC - Legend Fighting Championship 4 | 27/01/2011 | 3     | 5:00  | Hong Kong       |                                                   |
| Vitória | 10-2-1 | Kota Okazawa          | Nocaute (soco)           | Road FC 1                                  | 23/10/2010 | 1     | 4:00  | Seul            |                                                   |
| Empate  | 9-2-1  | Adrian Pang           | Empate                   | Legend FC - Legend Fighting Championship 1 | 11/01/2010 | 3     | 5:00  | Hong Kong       |                                                   |
| Vitória | 9-2    | Hacran Dias           | Decisão (unânime)        | M-1 Challenge 17                           | 04/07/2009 | 3     | 5:00  | Seul            |                                                   |
| Derrota | 8-2    | Dave Jansen           | Decisão (unânime)        | M-1 Challenge 14                           | 29/04/2009 | 2     | 5:00  | Tóquio          |                                                   |
| Derrota | 8-1    | Mikhail Malyutin      | Decisão (majoritária)    | M-1 Challenge 9                            | 21/11/2008 | 2     | 5:00  | São Petersburgo |                                                   |
| Vitória | 8-0    | Se Young Kim          | Nocaute Técnico (socos)  | Spirit MC 18                               | 31/08/2008 | 1     | 0:52  | Seul            |                                                   |
| Vitória | 7-0    | Woo Sung Yu           | Nocaute Técnico (socos)  | Spirit MC 10                               | 04/11/2006 | 2     | 0:22  | Seul            | Ganhou o Cinturão Meio-médio do Spirit MC.        |
| Vitória | 6-0    | Haeng Ki Kim          | Finalização (mata-leão)  | Spirit MC 10                               | 04/11/2006 | 2     | 1:55  | Seul            |                                                   |
| Vitória | 5-0    | Yeong Gwang Choi      | Decisão (majoritária)    | Spirit MC 9                                | 08/10/2006 | 3     | 5:00  | Seul            |                                                   |
| Vitória | 4-0    | Chung-Il Jeon         | Decisão (unânime)        | Spirit MC 8                                | 22/04/2006 | 3     | 5:00  | Seul            |                                                   |
| Vitória | 3-0    | Yeong Gwang Choi      | Nocaute Técnico (socos)  | Spirit MC 8                                | 22/04/2006 | 1     | 0:23  | Seul            |                                                   |
| Vitória | 2-0    | Duk Young Jang        | Nocaute Técnico (socos)  | Spirit MC 3                                | 11/02/2006 | 1     | 1:33  | Seul            |                                                   |
| Vitória | 1-0    | Seong Yeop Jun        | Nocaute (soco)           | Spirit MC 3                                | 11/02/2006 | 1     | 2:32  | Seul            |                                                   |